# Hyza
Hyza, OSB (zm. 8 sierpnia 1023), znany także jako: Hyzo, Hizo lub Izzo – niemiecki mnich, biskup praski od 1023 r.

## Życiorys
Tak jak poprzednicy, Hyza pochodził z Niemiec. Wstąpił we wczesnej młodości do zakonu benedyktynów i osiadł w klasztorze w Břevnovie. Po śmierci biskupa praskiego Ekkeharda, Hyza został wybrany na jego następcę. Otrzymał święcenia biskupie 29 grudnia 1023 w Bamberg z rąk arcybiskupa metropolity mogunckiego Aribo. Został zapamiętany jako opiekun ubogich, chorych i więźniów. Zmarł w 1030 r.